# Erronea
Erronea là một chi ốc biển, là động vật thân mềm chân bụng sống ở biển trong họ Cypraeidae, họ ốc sứ

## Các loài
Các loài thuộc chi Erronea bao gồm:
- Erronea adusta (Lamarck, 1810)
- Erronea caurica (Linnaeus)[2]
- Erronea cylindrica (Born 1778)
- Erronea errones (Linnaeus)[3]
- Erronea hungerfordi (Sowerby III, 1888)
- Erronea onyx (Linnaeus)[4]
- Erronea pallida (J. E. Gray 1824)
- Erronea pulchella (Swainson, 1823)[5]